# FYI
FYI er en forkortelse for For Your Information (bogstaveligt: 'Til Din Orientering', eller: 'til efterretning').
Forkortelsen bruges ofte i e-mails, på sociale medier eller ved påmindelser, hovedsagelig i begyndelsen af en meddelelse.
Udtrykket er uformelt. Der anvendes til information, som modtageren kan finde interessant, men ikke direkte nødvendigvis kræver en (re)aktion.
Selv om forkortelsen stammer fra det engelske sprog, bliver den i denne betydning også anvendt på andre sprog, blandt andet på dansk.

## Ekstern henvisning
- Hvad betyder FYI? Arkiveret 10. marts 2018 hos  Wayback Machine på hvadhvemhvor.dk